# Memory Wound
Memory Wound (Minnenas sår) är namnet på ett ej realiserat förslag till två minnesmärken för terrorattentaten i Norge 2011, dels vid Utøya och dels i Oslo.
Den norska regeringen beslöt i december 2011 att två nationella minnesmärken, vid Utøya och i Oslo, skulle uppföras för att hedra dödade, överlevande, räddningstjänstpersonal och frivilliga. Regeringen angav att 27 miljoner norska kronor avsatts och tillsatte en styrgrupp för projektet under tidigare kulturministern Åse Kleveland. Efter en prekvalificeringsomgång inbjöds åtta arkitekter och konstnärer att lämna in förslag i en internationell tävling. Den statliga myndigheten Kunst i offentlige rom meddelade i februari 2014 att Jonas Dahlbergs förslag Memory Wound vunnit.
I Jonas Dahlbergs förslag ingick att kapa en 40 meter lång och tre och en halv meter bred skåra ned till under vattenytan genom en udde i sjön Tyrifjorden, i Hole kommun vid gården Sørbråten på fastlandet och vettande mot ön Utøya, ett slags permanent sår i naturen. Namnen på offren skulle visas på den mot Utøya vettande väggen. Från andra sidan skulle en tunnel leda besökare fram till en öppning i motstående vägg, och åskådarna skulle därmed uppleva namnen i bergväggen på andra sidan skåran, läsbara men fysiskt onåbara. Till minnesmärket i Oslo skulle sedan de utsprängda bergsmassorna från Sørbråten användas.
Förslaget fick gott mottagande i konstvärlden, men väckte kritik av närboende såsom alltför påträngande. Mot bakgrund av kritiken beslöt regeringen att uppskjuta genomförandet, ursprungligen tänkt bli klart till årsdagen den 22 juli 2015. Förslaget ledde 2016 till en stämningsansökan mot staten. Den 21 juni 2017 meddelade den ansvarige kommunministern Jan Tore Sanner att kontraktet med Jonas Dahlberg från juli 2014 skulle sägas upp och att hans förslag inte skulle genomföras. I stället skulle Statsbygg få i uppdrag att uppföra ett mer nedtonat minnesmärke. Kunst i offentlige rom fick samma dag av kulturministern order om att säga upp kontraktet med Jonas Dahlberg. Ett annat minnesmärke kommer att uppföras vid Utøykaia, den plats på fastlandet varifrån båtöverfarten till Utøya sker.
Samtidigt med avbrytandet av Minnenas sår-projektet på udden vid Sørbråten avbröts den sammankopplade processen att genomföra Jonas Dahlbergs förslag till minnesmärke vid regeringsbyggnaderna i Oslo vid Grubbegate till förmån för ett mer lågmält minnesmärke där.
Jonas Dahlberg vann i januari 2017 Dagens Nyheters kulturpris för tävlingsförslaget Memory Wound.